# Slaven Zambata
Slaven Zambata (Sinj, 24. rujna 1940. – Zagreb, 29. listopada 2020.) bio je hrvatski nogometni trener i teoretičar, bivši uspješni nogometaš zagrebačkog Dinama i reprezentativac Jugoslavije. Ubilježio je 31 nastup za reprezentaciju Jugoslavije pri čemu je postigao 21 zgoditak.

## Igračka karijera
Zambata je započeo igračku karijeru u juniorskom pogonu NK Junaka iz svog rodnog Sinja, da bi nakon odigrane jedne sezone 1959. s osamnaest godina potpisao ugovor za zagrebački Dinamo. U Dinamu je ostao sve do 1969. godine, odnosno deset sezona, za vrijeme kojih je za klub nastupio 397 puta i postigao 264 zgoditka u različitim natjecanjima (od kojih 93 u jugoslavenskoj Prvoj ligi). S momčadi Dinama osvojio je četiri kupa Jugoslavije i to 1959./60., 1962./63. i 1964./65., 1968./69. te je kao kapetan predvodio momčad u osvajanju Kupa velesajamskih gradova u sezoni 1966./67. tijekom koje je postigao šest golova. Zambata je također sudjelovao u istom natjecanju u sezoni 1962./63. kada je momčad Dinama bila finalist. Nakon odlaska iz Dinama 1969. godine odigrao je nakoliko sezona za belgijske klubove KSV Waregem i Crossing Club nakon čega se 1972. godine nakratko vratio u Dinamo. Prestao je igrati nogomet 1973. godine nakon niza teških ozljeda meniska obje noge koje je morao operirati prije samog kraja karijere i umirovljenja.
Zambata zauzima četvrto mjesto najboljih strijelaca u povijesti Dinama te je jedan od samo dva igrača koji su postigli hat-trick u finalnoj utakmici Kupa Jugoslavije i to protiv momčadi splitskog Hajduka, 26. svibnja 1963. godine. Premda Dinamo nikada nije osvojio prvenstvo Jugoslavije dok je Zambata u njemu igrao, završili su kao drugi u sezonama 1959./60., 1962./63., 1965./66., 1966./67. i 1968./69. što je zabilježeno u povijesti kao jedno od najuspješnijih razdoblja kluba.
Zambata je bio jedan od ponajboljih napadača Jugoslavije tijekom 1960-ih. U dva je nastupa za jugoslavensku reprezentaciju do 21 godine postigao dva gola, da bi u Leipzigu 16. prosinca 1962. godine protiv reprezentacije Zapadne Njemačke debitirao za izabranu seniorsku vrstu. U karijeri je nastupio 31 put za reprezentaciju i postigao 21 pogodak, a zadnju je utakmicu za reprezentaciju odigrao 27. listopada 1968. godine protiv Španjolske u Beogradu. Za vrijeme svoje međunarodne karijere predvodio je kao kapetan reprezentaciju na ljetnim Olimpijskim igrama u Tokiju 1964. godine. Reprezentacija Jugoslavije osvojila je šesto mjesto među šesnaest ekipa koje su nastupile na Igrama.

## Trofeji
- Osvajač Kupa Jugoslavije: 1959./60., 1962./63. i 1964./65., 1968./69.
- Osvajač Kupa velesajamskih gradova u sezoni 1966./67.

## Nakon umirovljenja
Premda je Zambata autor više knjiga vezanih za nogomet, licencirani nogometni i kondicijski trener te agent za igrače i jedna od najvećih zvijezda u povijesti Dinama, nikada nije bio trener niti član uprave kluba.

## Vanjske poveznice
- GNK "Dinamo" – Kup velesajamskih gradova: Slaven Zambata
- Profil na stranici Nogometnog saveza Srbije  Arhivirana inačica izvorne stranice od 20. listopada 2013. (Wayback Machine) (srp.)
- Podaci o nastupu na Olimpijskim igrama u Tokiju 1964. godine  Arhivirana inačica izvorne stranice od 16. prosinca 2012. (Wayback Machine) (engl.)